# ボブ・ヘイズ
ロバート・リー・ヘイズ（Robert Lee "Bullet Bob" Hayes、1942年12月20日 - 2002年9月18日）は、アメリカ合衆国フロリダ州ジャクソンビル出身の陸上競技元選手およびアメリカンフットボール元選手。ニックネームは弾丸を表すBullet。1964年東京オリンピック金メダリスト。オリンピックの金メダルとスーパーボウル優勝リングを両方獲得した唯一の選手。
ヘイズは1962年、フロリダA&M大学在学中100ヤード走で9秒2の世界新記録を出し、翌1963年には再び世界新記録の9秒1を出した。ヘイズのこの記録は、11年後のアイボリー・クロケットによるまで破られることはなかった。

## 東京オリンピック
ヘイズは、1964年の東京オリンピックでスプリンターとしての才能を十分に発揮した。男子100m走に於いて1レーンという悪状況にもかかわらず、10秒0(10秒06)という世界タイ記録（当時）を樹立し、まず1つ目の金メダルを獲得する。そして4×100mリレーでもアメリカチームの一員として、39秒0(39秒06)のこれも世界新記録（当時）を樹立し、2つの金メダルを獲得した。
この時、朝日放送の植草貞夫アナウンサーが放送実況（現・ジャパンコンソーシアム相当の共同製作機構）でヘイズのことを「黒い弾丸・ボブ・ヘイズ!!」と実況したという。
準決勝でヘイズは人類で初めて「10秒の壁」を破る9秒9(9秒91)を追い風参考記録でマークし、当時国立競技場に詰めかけていた約7万人の観客をダイナミックな走法で熱狂させた。

## アメリカンフットボール
ヘイズは、東京オリンピックを最後にNFLのダラス・カウボーイズに入団した。俊足のワイドレシーバーとして活躍し、プロボウルにも3回選出されている。スーパーボウルにも2度出場、1971年シーズンには優勝を経験し、オリンピックの金メダルとスーパーボウル・リングを獲得した最初の選手となった。なお、1966年の試合で達成した1試合でのレシーブ獲得ヤードは2009年にマイルズ・オースティンが250ヤードを獲得し破るまでカウボーイズのチーム記録であった。
ヘイズは2002年、腎不全で亡くなった。2009年1月、プロフットボール殿堂入りを果たしている。

## プレースタイル
世界最速のヘイズをディフェンスがマンツーマンでカバーすることは困難であり、ゾーン・ディフェンスが各チームに浸透した。1回あたりのレシーブ獲得20.0ヤードに匹敵するのは、カウボーイズ史上ではヘイズの他にアルビン・ハーパーしかいない。